# Elsa Jernås
Elsa Oskaria Jernås Bacarisas, född Jernås 10 september 1895 i Masthuggs församling i Göteborg, död i december 1979 i Sevilla i Spanien, var en svensk grafiker, tecknare, målare och kostymtecknare.
Hon var dotter till Gustaf Oskar Jernås, då Johansson, och Ida Dahlström samt gift 1935 med Gustavo Bacarisas. Hon studerade konst vid Slöjdföreningens skola i Göteborg och var efter studierna verksam som kostymtecknare vid olika teatrar i Göteborg och Stockholm, bland annat vid Kungliga teatern där hon träffade sin blivande make i samband med uppsättningen av Carmen 1922. Efter sitt giftermål bosatte hon sig i Sevilla. Hon ställde ut separat med ett femtiotal verk i Barcelona 1926. Hennes konst består av landskapsskildringar från Sverige och Spanien utförda i kol, olja, akvarell samt litografi.